# مایک بیلی
مایک بیلی (به انگلیسی: Mike Bailey) زادهٔ ۲۷ فوریه ۱۹۴۲ بازیکن فوتبال اهل انگلستان و عضو تیم ملی فوتبال انگلستان است. وی در تاریخ ۲۷ مه ۱۹۶۴ نخستین بازی ملی خود را در مقابل تیم ملی فوتبال آمریکا انجام داد و با حضور در ۲ بازی ملی، در تاریخ ۱۸ نوامبر ۱۹۶۵ واپسین بازی ملی‌اش را در برابر تیم ملی فوتبال ولز برگزار کرد.